# Roy Z
Рой Зі Рамірез (народився в лютому 1968 року) — американський гітарист, автор пісень і продюсер, найбільш відомий своєю роботою з Брюсом Дікінсоном (вокаліст Iron Maiden), Робом Гелфордом (гурт Halford) і Джудас Пріст. Він також є засновником Tribe of Gypsies, хард-рок гурту із впливом латиноамериканської музики. Рой також допомагав писати та продюсувати гурт Life After Death у 1996 році.

## Біографія
Рой Рамірез народився у Пакоймі, Лос-Анджелес, Каліфорнія, Сполучені Штати, але змінив своє ім’я у 1980-х роках, оскільки вважав, що «етнічні імена в той час не були модними». Рой змінив Раміреса і став «Роєм Зерімаром», хоча люди почали називати його скорочено «Рой Зі». Рой почав грати на гітарі та вивчати музику в молодому віці під впливом таких виконавців, як Пітер Грін, Улі Рот, Джиммі Пейдж, Френк Маріно, Карлос Сантана, Майкл Шенкер, Інгві Мальмстін, Джефф Бек і Робін Троуер. Його було згадано у колонці Майка Варні «Spotlight» у журналі Guitar Player .
Завсідник південнокаліфорнійської хард-рок сцени наприкінці 1980-х, Рой грав з кількома гуртами, зокрема Seventh Thunder, Gypsy Moreno, Royal Flush, Driver, Warrior і Mike Vescera. У 1991 році Рой записав демо з 5 пісень за контрактом із німецьким інді-лейблом Dream Circle Records що призвело до створення Tribe of Gypsies .
Коли Брюс Дікінсон залишив з Iron Maiden у 1993 році, він власноруч обрав учасників Роя та ще одного учасника Tribe of Gypsies Едді Касільяса (бас), Девіда Інгрехема (ударні) та Дага ван Боовена (перкусія), щоб створити свій сольний гурт. Додаючи латиноамериканський відтінок характерному голосу легенди металу, альбом «Balls to Picasso» є дещо еклектичним, починаючи від потужної балади «Tears of the Dragon» (на яку також було знято музичне відео) до дум-рокерської «Cyclops». Незважаючи на те, що однойменний дебютний альбом Tribe of Gypsies був записаний у 1993 році, він не з’явився до 1996 року, коли його нарешті було випущено на JVC/Victor у Японії. Вийшло ще три релізи, перш ніж гурт нарешті вперше здійснив тур по США, розігріваючи Сантану на кількох концертах у турі Supernatural.
Після комерційного провалу альбому Skunkworks у стилі альтернативного року в 1996 році Брюс Дікінсон знову об’єднався з Роєм у 1997 році для роботи над відзначеним опісля критиками альбомом Accident of Birth, у якому також брав участь гітарист Адріан Сміт (з Iron Maiden ). У 1998 році гурт видав The Chemical Wedding, концептуальний альбом із темнішою атмосферою, який хвалили на рівні з Accident of Birth як улюблений серед слухачів, навіть жартома називаючи його «найкращим альбомом Iron Maiden з часів Seventh Son».
Рой отримав широке визнання в індустрії завдяки своїй роботі з Дікінсоном, і в 2000 році його запросили продюсером сольного альбому Роба Хелфорда Resurrection, який містив дует «The One You Love to Hate» з Дікінсоном, а також альбом Helloween The Dark Ride . Рой продовжив продюсувати та бути співавтором усіх альбомів Хелфорда на сьогоднішній день, а також заступив на гітарі Пета Лахмана, який пішов з колективу в 2003 році Рой також відновив зв’язок зі своїм колишнім колегою по групі Driver, вокалістом Робом Роком, для серії альбомів, починаючи з Rage of Creation 2000 року.
Рой і Брюс знову об'єдналися в 2003 році, щоб написати і записати Tyranny of Souls, випущену на Sanctuary Records. Пара не могла знайти час для спільного написання альбому, тому Рой надсилав рифи Брюсу, який гастролював із Iron Maiden, а Брюс писав мелодії та тексти. Альбом був записаний у студії Роя, і в ньому брали участь сесійні гравці на барабанах і басу. Сам Рой грав на бас-гітарі для двох пісень, «Believil» і «Power of the Sun». Вокал для альбому був написаний менш ніж за 2 тижні, а Брюс ночував на канапі в студії, аби максимально ефективно використати наявний час. Дікінсон також отримав травму під час падіння на концерті Iron Maiden і майже не міг встати. Альбом було відкладено на більш ніж вісім місяців (вийшов вже в 2005 році), коли в 2004 році Роя запросили продюсувати та звести реюніон-альбом Judas Priest Angel of Retribution. Невдовзі після цього колишній фронтмен Skid Row Себастьян Бах залучив Роя для продюсування його сольного альбому 2007 року Angel Down, який включав вокальну партію фронтмена Guns N' Roses Ексла Роуза.

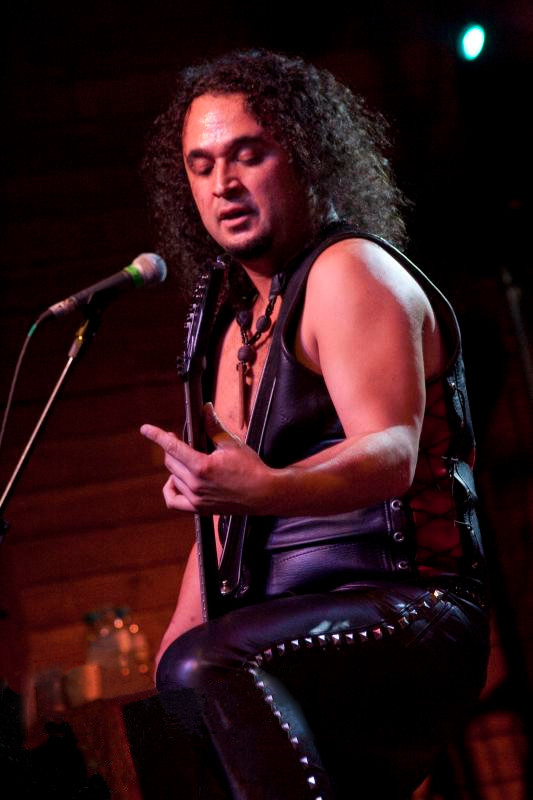
Виступ Роя Зі в 2010 році

У 2008 році Рой і Роб Рок після тривалої перерви відновили діяльність гурту Driver і випустили повноформатний дебютний альбом Sons of Thunder, що включав перезаписи пісень з касетного міні-альбому гурту 1990 року. Рой також брав участь у возз’єднанні Halford і грав на гітарі разом із «Metal» Майком Chlasciak на всіх наступних студійних і концертних релізах, починаючи з різдвяного альбому 2009 року, Halford III: Winter Songs . Рой також продовжив свою продюсерську роботу, зокрема над Ravenous шведського хеві-метал-гурту Wolf у 2009 році  та дванадцятим альбомом бразильських трешерів Sepultura Kairos у 2011 році.
У березні 2013 року з'явилась інформація про те, що Рой знову працює з Брюсом Дікінсоном і що в проєкті також бути задіяно колишнього гітариста Scorpions Улі Джон Рота, з яким і Зі, і Дікінсон неодноразово виступали наживо. Зрештою, жодного нового альбому з Дікінсоном не вийшло, але Дікінсон з тих пір визнав, що «If Eternity Should Fail», початок альбому Iron Maiden 2015 року, The Book of Souls, походить від написання та демонстраційних сесій з Роєм, хоча Дікінсон значиться як єдиний автор у титрах.
У 2014 році групу Зі, Tribe of Gypsies, запросили зіграти на фестивалі Rock of Ages у Зебронні, Німеччина, що стало їхнім першим і єдиним шоу на європейському континенті. Вони також зіграли рідкісне шоу в Лос-Анджелесі, на підтримку латиноамериканських зірок De La Tierra на чолі з Андреасом Кіссером із Sepultura. На початку 2016 року Tribe випустили відео на «Yeah!», їхню першу нову пісню після Dweller on the Threshold 2006 року.
У 2018 році Рой співпрацював з російськими зет-патріотами з гурту Арія. Про позицію Зі і співпрацю з представниками країни-агресора після початку повномасштабного нападу на Україну в 2022 році нічого невідомо. 
Зі продовжує працювати продюсером, інженером і режисером зведення з такими музикантами, як колишній вокаліст Nevermore Уоррел Дейн, перуанський метал-гурт Flor de Loto, та зірковий проект Spirits of Fire за участю Тіма «Ріпер» Овенса (екс-Judas Priest, Iced Earth), Кріса Кеффрі (Savatage, Trans-Siberian Orchestra), Стіва Ді Джорджіо (Testament, Death) і Марка Зондера (екс-Fates Warning, Warlord). Зі також був співавтором, грав на гітарі та продюсував дебютний альбом West Bound 2019 року, Volume One, проект, який очолив його колишній колега по групі Tribe of Gypsies, вокаліст Час Вест (Jason Bonham Band, Resurrection Kings). 
На початку березня 2024 року вийшов новий альбом Брюса Дікінсона The Mandrake Project на якому Рой виступив продюсером, інженером, співавтором та музикантом (продакшн, зведення, інженерія, гітара, бас).

## Дискографія

### з Брюсом Дікінсоном
- 1994 Balls to Picasso
- 1997 Accident of Birth
- 1998 The Chemical Wedding
- 1999 Scream for Me Brazil
- 2002 The Best of Bruce Dickinson
- 2005 Tyranny of Souls
- 2006 Anthology (DVD)
- 2024 The Mandrake Project

### з Tribe of Gypsies
- 1996 Tribe of Gypsies
- 1997 Nothing Lasts Forever
- 1998 Revolucion 13
- 2000 Standing on the Shoulders of Giants aka Tribe of Gypsies III
- 2006 Dweller on the Threshold

### з Робом Роком
- 2000 Rage of Creation
- 2003 Eyes of Eternity
- 2005 Holy Hell
- 2007 Garden of Chaos

### з Driver
- 1990 Driver cassette EP
- 2008 Sons of Thunder
- 2012 Countdown

### з Halford
- 2006 Metal God Essentials, Vol. 1
- 2009 Halford III: Winter Songs
- 2010 Live in Anaheim CD & DVD
- 2010 Halford IV: Made of Metal
- 2011 Halford Live at Saitama Super Arena DVD

### з West Bound
- 2019 Volume One

## Гостьова участь
- 1995 Various – Rattlesnake Guitar – The Music of Peter Green (гітари на "Oh Well")
- 1997 Last Temptation – Last Temptation (лід-гітара в «Real Love»; головна та додаткова ритм-гітара в «Voodou Man»)
- 1998 Warrior – Ancient Future (гітара на 6 пісень)
- 1999 MVP – Animation (лідер-гітара в "Chances" і "Animation")
- 1999 Steel Prophet – Dark Hallucinations (лід-гітара на "We Are Not Alone")
- 2000 Glenn Hughes – From the Archives Volume I - Incense &amp; Peaches (гітара на "Let's Get Together")
- 2000 Various – Randy Rhoads Tribute (лід-гітара на "Goodbye to Romance")
- 2001 WASP – Unholy Terror (лід-гітара в "Who Slayed Baby Jane?" і "Wasted White Boys")
- 2003 Cage – Darker Than Black (лід-гітара на "Wings of Destruction" і "March of the Cage")
- 2005 Tribuzy – Execution (лід-гітара на "Beast in the Light")
- 2007 Mnemic – Passenger (лід-гітара на "Meaningless")
- 2007 Tribuzy – Execution Live Reunion DVD (гітара на "Tears of the Dragon" і "Beast in the Light")
- 2011 Рей Берк – Humanity Street (гітара в "Planet Funk", "Sands of Time" і "Outerbass")
- 2017 Ієн Рей Логан – King of Twilight (лід-гітара на "Blaze of Glory")
- 2021 Offensive – Awenasa (лід-гітара на "Seer of Vision")

## Дискографія продакшену
| - 1994 Downset – Downset - 1995 Klover – Beginning to End (EP) - 1995 Klover – Feel Lucky Punk - 1995 Tree – Downsizing the American Dream - 1996 Life After Death – Life After Death - 1996 Tribe of Gypsies – Tribe of Gypsies - 1996 Downset – Do We Speak a Dead Language? - 1997 Bruce Dickinson – Accident of Birth - 1997 Last Temptation – Last Temptation - 1997 Roadsaw – Nationwide - 1997 Tribe of Gypsies – Nothing Lasts Forever - 1998 Bruce Dickinson – The Chemical Wedding - 1998 Tribe of Gypsies – Revolucion 13 - 1999 Bruce Dickinson – Scream for Me Brazil - 2000 Downset – Check Your People - 2000 Halford – Resurrection - 2000 Helloween – The Dark Ride - 2000 Rob Rock – Rage of Creation - 2000 Tribe of Gypsies – Standing on the Shoulders of Giants - 2001 Halford – Live Insurrection - 2001 Bruce Dickinson – The Best of Bruce Dickinson - 2002 Halford – Crucible - 2002 Halford – Fourging the Furnace (EP) - 2003 Rob Rock – Eyes of Eternity - 2005 Judas Priest – Angel of Retribution | - 2005 Bruce Dickinson – Tyranny of Souls - 2005 Rob Rock – Holy Hell - 2007 Sebastian Bach – Angel Down - 2007 André Matos – Time to Be Free - 2007 Rob Rock – Garden of Chaos - 2008 Yngwie Malmsteen – Perpetual Flame - 2008 Halford – Live at Rock in Rio III DVD - 2008 Driver – Sons of Thunder - 2009 Wolf – Ravenous - 2009 Massacration – Good Blood Headbanguers - 2009 Halford – Halford III: Winter Songs - 2010 Halford – Live in Anaheim CD & DVD - 2010 Halford – Halford IV: Made of Metal - 2011 Halford – Halford Live at Saitama Super Arena DVD - 2011 Sepultura – Kairos - 2011 DownSiid – Life of Lies - 2012 Imminent Sonic Destruction – Recurring Themes - 2012 Driver – Countdown - 2013 Leatherwolf – Unchained - 2014 Immortal Guardian – Revolution Part I - 2014 Kattah – Lapis Lazuli - 2015 Jupiter Falls – Revolution - 2018 Flor de Loto – Eclipse - 2018 Aria – Curse of the Seas - 2019 Spirits of Fire – Spirits of Fire - 2019 West Bound – Volume One |

## Зовнішні посилання
- Офіційний веб-сайт
- Офіційний сайт Tribe of Gypsies
- Фан-сторінка повного зібрання творів Роя З